# النا نویکوا (ورزشکار)
النا نویکوا (روسی: Елена Павловна Белова؛ زادهٔ ۲۵ ژوئیهٔ ۱۹۶۵) ورزشکار دوگانه اهل روسیه است.